# サングリン太陽園

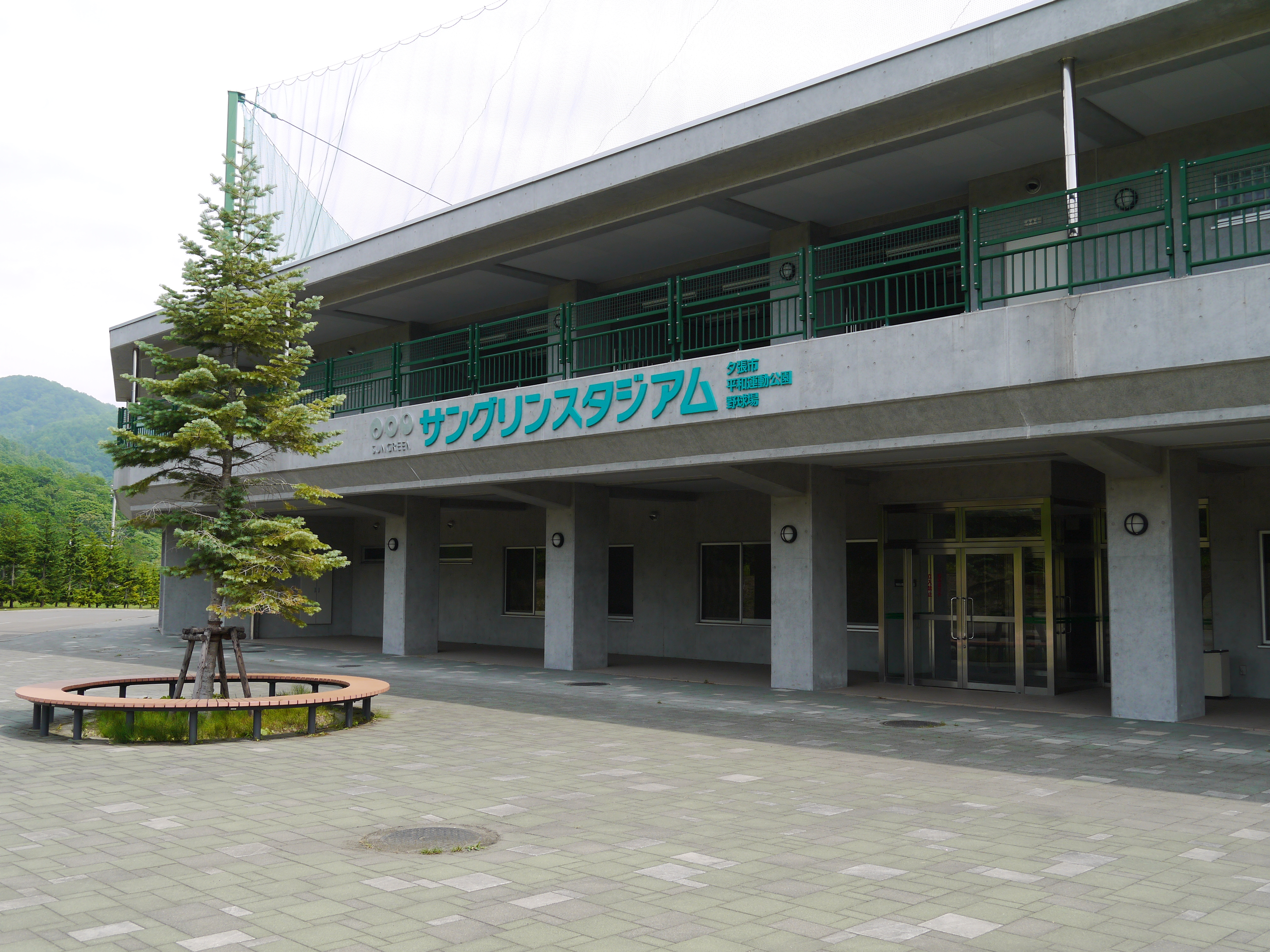
サングリンスタジアム
（北海道夕張市）

株式会社サングリン太陽園（サングリンたいようえん）は、北海道にある農業資材の卸会社。1917年に創業し、100周年を迎えた老舗の会社。事業本部は北海道札幌市白石区。

## 沿革
- 1917年（大正6年） 創業者北濱長作、小樽市稲穂町で医薬品・工業薬品を販売する「北濱薬房」を開始する。
- 1967年（昭和42年） 太陽園農材株式会社を設立。（6月29日）
- 1989年（平成元年） 農業用無人ヘリコプターの将来性に着目し、デモフライト、オペレーター養成などの取組みを開始する。
- 1991年（平成3年） 社名を「サングリン太陽園」と改称。無人ヘリコプター販売開始。
- 1999年（平成11年） 農業用ビニールの加工専門会社として、株式会社サンプラテックを設立。
- 2007年（平成19年） 創業90周年コミュニケーションキャンペーン実施。
- 2008年（平成20年） サングリン太陽園ホームページをリニューアル。農業生産者と消費者をつなぐことを目的としたコンテンツの充実を図る
- 2009年（平成21年） インターネットショッピングサイト「北海道うまいもの農園」を開設。有機化成肥料「ぞうさんシリーズ」(PB商品)販売開始。
- 2010年（平成22年） 農産物直売所「北海道うまいもの農園」函館店（北斗市）、倶知安店（倶知安町）を開店。
- 2013年（平成25年） 農産物直売所「北海道うまいもの農園」函館富岡店（函館市）を開店。
- 2014年（平成26年） 夕張市スポーツ施設ネーミングライツに参加、サングリンスポーツヴィレッジのサインが完成。SCAP（Sungreen Customer Assist Program）の開発に着手。
- 2015年（平成27年） 中小企業庁よりがんばる中小企業・小規模事業者300社に選定される。
- 2016年（平成28年） 創業100周年を迎える。
- 2018年（平成30年） 北海道北広島市に子会社の北日本スカイテック（株）で運営する無人ヘリ・ドローンの国内最大級の整備・保管拠点「TECHNOLOGY FARM 西の里」を開設。

## 備考
- 1989年（平成元年）北海道で初めて農業用無人ヘリコプター事業を開始する。